# Natalia Pomosjtjnikova-Voronova
Natalia Vladislavovna Pomosjtjnikova-Voronova (ryska: Наталья Помощникова Воронова), född den 9 juli 1965, är en sovjetisk/rysk före detta friidrottare som tävlade i kortdistanslöpning. Under början av sin karriär representerade hon Sovjetunionen.
Pomosjtjnikova-Voronova tävlade under sin aktiva karriär på 100 och 200 meter. På 100 meter var hon i final vid VM 1993 i Stuttgart där hon slutade på sjätte plats. På 200 meter blev hon två gånger bronsmedaljör vid inomhus-VM (både 1993 och 1995). 
Hon hade stora framgångar med sovjetiska och ryska stafettlag på 4 x 100 meter. Vid VM 1993 var hon med i laget som vann guld och vid både Olympiska sommarspelen 1988 och vid VM 1987 blev hon bronsmedaljör.
Hennes sista mästerskap blev Olympiska sommarspelen 2000 där hon blev utslagen i försöken på 100 meter.

## Personliga rekord
- 100 meter - 10,98
- 200 meter - 22,35